# Orcomeno (figlio di Minia)
Orcomeno (in greco antico: Ὀρχομενός?, Orkhomenós) è un personaggio della mitologia greca. È l'eponimo della città di Orcomeno, in Beozia e di cui ne divenne il re.

## Mitologia
Orcomeno fu re ed eponimo della città di Orcomeno, in Beozia. La sua genealogia varia nelle fonti: secondo una versione, fu figlio di Minia e di Fanosira, figlia di Peone, e nipote di un precedente Orcomeno. In un'altra versione fu invece figlio di Eteocle e fratello di Minia.
Anche la sua successione varia nelle fonti: secondo Pausania non ebbe figli, e concesse il suo regno a Presbone, figlio di Frisso e discendente di Eolo. Secondo Stefano di Bisanzio ebbe invece tre figli, Aspledone, Anfidoco e Climeno, dei quali l'ultimo fu il suo successore.
Gli è anche attribuita la figlia Cloride, sposa di Ampice e madre di Mopso.